# TEC-9
Die TEC-9 ist eine halbautomatische Faustfeuerwaffe. Entworfen wurde sie durch den schwedischen Waffenhersteller Interdynamic AB, welcher später seinen Sitz in die USA verlegte, um seine Produkte dort besser vermarkten zu können. Dabei wurde das Unternehmen in Intratec umbenannt.
Da sich die TEC-9 durch einfache Modifikation zu einer vollautomatischen Waffe umbauen ließ, wurde sie neben anderen Waffen in den USA verboten. Daraufhin entwarf Intratec ein neues Modell mit der Bezeichnung AB 10, für das offiziell nur 10-schüssige Magazine erworben werden konnten.